# Kapten Ryan
Kapten Ryan är ett seriealbum om pälsjägaren Buddy Longway. Utgiven i original 1983 och på svenska 1983. Svensk text av Ingrid Emond.

## Handling
Buddy Longway och Mikael återvänder hemåt och möter en patrull ledd av kapten Ryan. När Buddy frågar efter Chinook och Kathleen som skulle bo på fortet tills han kom tillbaka, får han veta i nedsättande ordalag att hans hustru inte passat in och att de gett sig av. Buddy slår ner kapten Ryan och rider iväg.
Mikael och Cesar letar upp honom och ger honom proviant och vapen och berättar att Chinook och Kathleen planerade att återvända till siouxstamman, eftersom hon inte visste om Buddy levde.
Buddy rider mot deras trakter och möter en liten grupp svartfotsindianer som valt att följa Springande Hästen som är döende. Han vill dö på där han en gång föddes. Han berättar att Chinook och Katleen bott hos dem över vintern.
Kapten Ryan ger order om att anfalla deras läger trots att det bara är gamla, kvinnor och barn. När Ryan ser Buddy skjuter han på honom, men Buddy skjuter också och Ryan dör.
Anfallet stannar av. Näst i rang är sergeant Garit som Buddy en gång rädda livet på. Han avbryter anfallet och säger att Ryan dog i strid. Armén har inget otalt med Buddy längre.
Buddy fortsätter sin resa till siouxindianerna.

## Återkommande karaktärer
- Mikael Cooper
- Kapten Ryan
- Cesar
- Katia Cooper
- Jean Giraud
- Springande Hästen, svartfotsindian